# Sac K'uk'
Sac K'uk' of Zac Kuk (overleden 640) was ahau van de Maya stadstaat Palenque.
Ze was een dochter van Pacal I. Pacal had geen mannelijke afstammelingen, dus Sac K'uk' volgde hem op op 22 oktober 612. Haar zoon K'inich Janaab' Pacal, beter bekend als Pacal de Grote, volgde haar op op 29 juli 615. Sac K'uk bleef achter de schermen echter veel macht in handen houden. Ze overleed op 12 september 640.